# MBDA Aspide

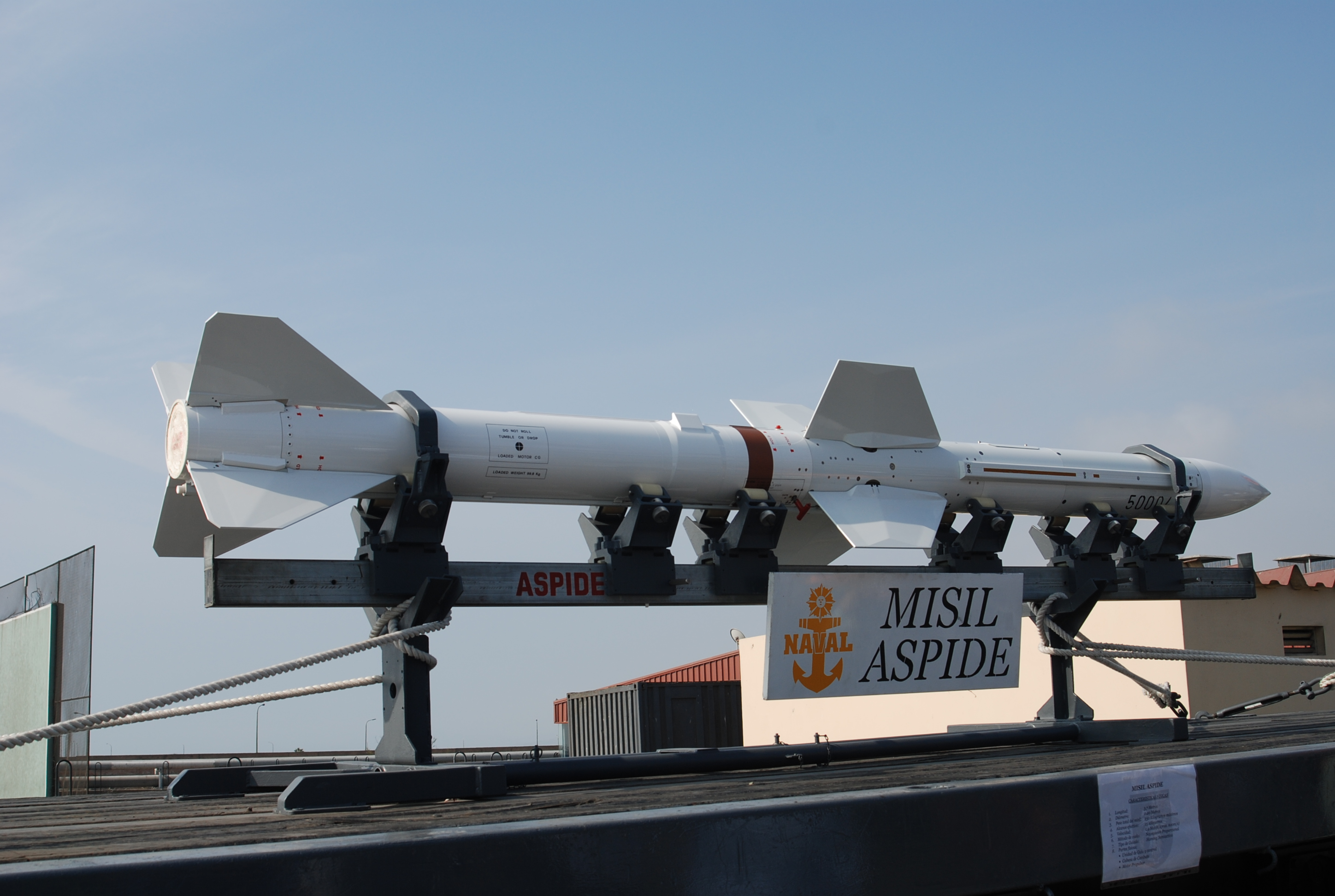
Střela Aspide

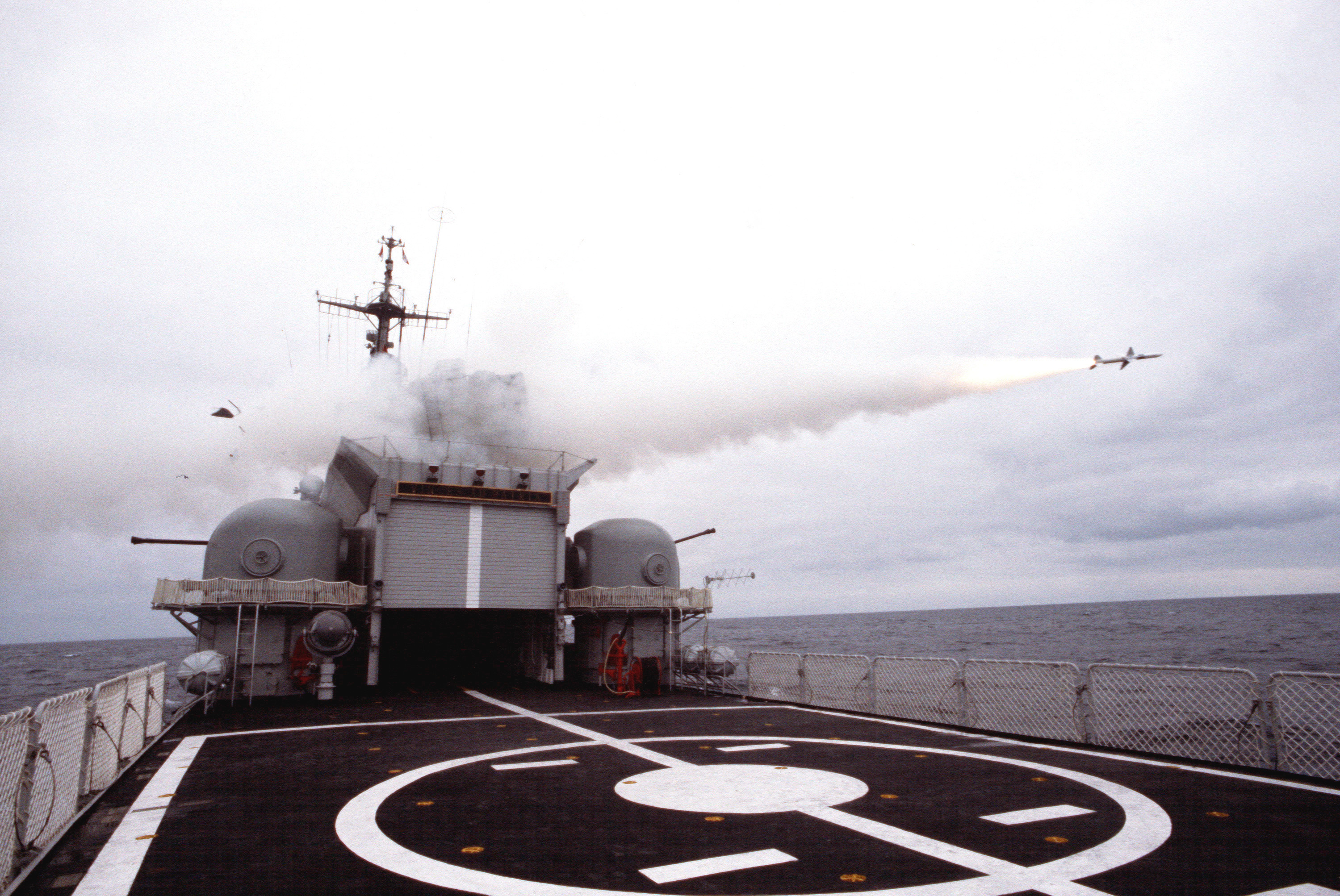
Odpálení střely Aspide z fregaty třídy Lupo

MBDA Aspide je italský protiletadlový raketový komplet krátkého a středního dosahu vyráběný společností MBDA (dříve Alenia Marconi Systems). Systém byl úspěšně prodán i do dalších zemí. Samotná střela Aspide vychází z konstrukce americké řízené střely AIM-7E Sparrow. Dosahuje rychlosti 2,5 násobku rychlosti zvuku a její dolet je 14 km. Nejnovější verze Aspide 2000 má přitom větší rychlost a dosah zvětšený na 25 km. Tříštivá brizantní hlavice střely má hmotnost 32 kg. 
Střely Aspide existují v letecké, námořní i pozemní verzi. Námořní verze je nejčastěji vypouštěna z osminásobného vypouštěcího kontejneru Albatros (kontejner může nést i standardní střely NATO typu RIM-7 Sea Sparrow) či z jeho odlehčené čtyřnásobné verze. Pozemní systémy s touto střelou nesou označení Spada a Oerlikon Contraves Skyguard. Leteckou variantu užívaly po modernizaci ASA (Aggiornamento Sistemi d'Arma) počínaje koncem 80. let stíhačky Aeritalia F-104S Starfighter italských leteckých sil.

## Hlavní technické údaje (Aspide 2000)

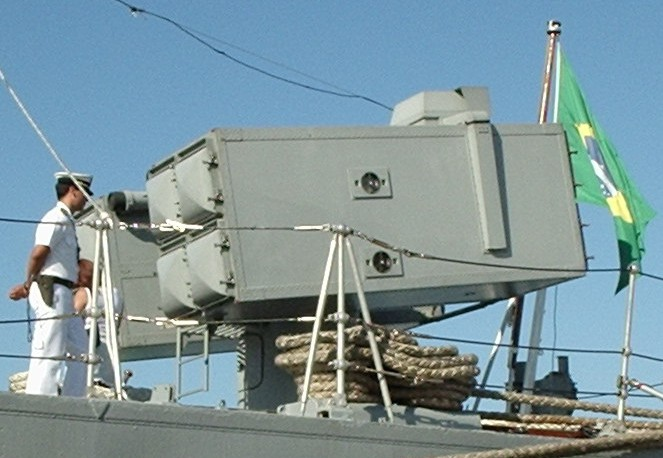
Kontejner Albatros na brazilské fregatě Niterói

- Hmotnost: 220 kg
- Délka: 3,7 m
- Průměr 0,234 m
- Rozpětí: ?
- Rychlost: ? M
- Dosah: 25 km
- Dostup: ?